# Cráter Eagle Butte
El Cráter Eagle Butte es un cráter de impacto situado en Alberta, Canadá. Debe su nombre a una área rural al oeste de Cypress Hills.
Tiene un diámetro de 10 km y su antigüedad se estima inferior a los 65 millones de años (Paleoceno o anterior). El cráter no está expuesto en la superficie.